# Ringicula nitida
Ringicula nitida is een slakkensoort uit de familie van de Ringiculidae. De wetenschappelijke naam van de soort is voor het eerst geldig gepubliceerd in 1872 door A. E. Verrill.